# 데얀 게오르기에프스키
데얀 게오르기에프스키(마케도니아어: Дејан Георгиевски, 1999년 5월 8일~)는 북마케도니아의 태권도 선수이다. 2020년 하계 올림픽에서 헤비급 은메달을 획득하며 북마케도니아 최초의 올림픽 은메달리스트가 되었다.